# Miasta Gwadelupy
Według danych oficjalnych pochodzących z 2010 roku Gwadelupa (francuskie terytorium zamorskie) posiadała ponad 30 miast o ludności przekraczającej 1 tys. mieszkańców. Stolica kraju Basse-Terre znajduje się dopiero w drugiej dziesiątce największych miast, Les Abymes jako jedyne miasto liczyło ponad 50 tys. mieszkańców; 2 miasta z ludnością 25–50 tys. oraz reszta miejscowości poniżej 25 tys. mieszkańców.

## Największe miasta na Gwadelupie
Największe miasta na Gwadelupie według liczebności mieszkańców (stan na 01.01.2010):
| L.p. | Miasto       | Okręg          | Liczba ludności |
| ---- | ------------ | -------------- | --------------- |
| 1.   | Les Abymes   | Pointe-à-Pitre | 58 534          |
| 2.   | Baie-Mahault | Basse-Terre    | 30 251          |
| 3.   | Le Gosier    | Pointe-à-Pitre | 26 311          |
| 4.   | Sainte-Anne  | Pointe-à-Pitre | 24 192          |
| 5.   | Petit-Bourg  | Basse-Terre    | 23 199          |
| 6.   | Le Moule     | Pointe-à-Pitre | 22 381          |
| 7.   | Sainte-Rose  | Basse-Terre    | 20 155          |

## Największe aglomeracje na Gwadelupie
Największe aglomeracje na Gwadelupie według liczebności mieszkańców (stan na 01.01.2010):
| L.p. | Miasto               | Okręg          | Liczba ludności |
| ---- | -------------------- | -------------- | --------------- |
| 1.   | Pointe-à-Pitre       | Pointe-à-Pitre | 256 768         |
| 2.   | Basse-Terre          | Basse-Terre    | 52 003          |
| 3.   | Capesterre-Belle-Eau | Basse-Terre    | 27 386          |

## Alfabetyczna lista miast na Gwadelupie
Spis miast Gwadelupy według danych szacunkowych z 2010 roku:
- Anse-Bertrand
- Baie-Mahault
- Baillif
- Basse-Terre
- Bouillante
- Capesterre-Belle-Eau
- Capesterre-de-Marie Galante
- Deshaies
- La Désirade
- Gourbeyre
- Goyave
- Grand-Bourg
- Lamentin
- Le Gosier
- Le Moule
- Les Abymes
- Morne-à-l'Eau
- Petit-Bourg
- Petit-Canal
- Pointe-à-Pitre
- Pointe-Noire
- Port-Louis
- Saint-Claude
- Saint-François
- Saint-Louis
- Sainte-Anne
- Sainte-Rose
- Terre-de-Bas
- Terre-de-Haut
- Trois-Rivières
- Vieux-Fort
- Vieux-Habitants